# EndeverafteR
EndeverafteR est un groupe de heavy metal américain, originaire de Sacramento, en Californie.

## Biographie
En 2004, le chanteur et guitariste Michael Grant, forme EndeverafteR avec le guitariste Kristan Mallory, le bassiste Tommi Andrews, et Austin SinClaire en tant que batteur.
Ils se mettent rapidement à l'écriture de morceaux et en 2005 ils livrent un EP qui leur permettra de jouer régulièrement à Sacramento dans de petites salles. Le batteur va alors quitter le groupe, il sera remplacé par Eric Humbert. Ils se font repérer et en 2006 signent chez Epic records et commencent l'enregistrement de leur premier album From the Ashes of Sin qui ne sera finalement pas commercialisé. Le groupe entame alors une série de concerts avec Cinderella, Poison,Trapt et Fuel ils font également les premières parties de Kiss au Japon.
Après plusieurs changements de maison de disques ils signent finalement avec Razor and Tie avec qui ils livreront leur premier véritable album Kiss or Kill en octobre 2007. Le groupe se classe 25e dans les charts américains avec leur single I Wanna be Your Man. I Wanna be Your Man est présent dans la liste des titres du jeu Rock Band 2, dans le magasin de chanson du jeu Rock Band 3 ainsi que dans la version américaine du jeu Guitar Hero: On Tour Modern Hits. EndeverafteR va alors acquérir une notoriété internationale lorsque le catcheur Jeff Hardy utilise leur morceau No More Words comme musique d'introduction, le single sera inclus sur la compilation WWE The Music Vol 8. Enfin au printemps 2008, ils font une série de concerts avec Airbourne. Ils continuent leur Road to Destruction Tour à travers les États-Unis.
En mars 2012, Michael Grant annonce la fin d'Endeverafter. Grant retournera en janvier en 2013 au sein des L.A. Guns.

## Membres
- Michael Grant - chant, guitare (2004–2012)
- Kristan Mallory - guitare, chœurs (2004–2012)
- Tommi Andrews - basse, chœurs (2004–2012)
- Eric Humbert - batterie (2006–2012)
- Austin SainClair - batterie (2004-2006)

## Discographie

### Albums studio
- 2007 : From the Ashes of Sin (Epic Records, non commercialisé)
- 2007 : Kiss or Kill (Razor and Tie)

### EP
- 2005 : Blood on the Stage

### Singles
- I Wanna Be your Man
- Baby Baby Baby
- No More Words (thème musical de Jeff Hardy à la World Wrestling Entertainment)
- Tip of My Tongue (ancien thème musical du show WWE Elimination Chamber 2010)